# Kolegijska cerkev San Gimignano
Kolegijska cerkev Marijinega vnebovzetja je rimskokatoliška kolegijska cerkev in manjša bazilika  v San Gimignanu v Toskani, osrednja Italija, na trgu Piazza del Duomo v središču mesta. Cerkev je znana po svojih cikljih fresk, ki vključujejo dela Domenica Ghirlandaia, Benozza Gozzolija, Taddea di Bartola, Lippa Memmija in Bartola di Fredija. Bazilika je na Unescovem seznamu svetovne dediščine pod naslovom Zgodovinsko središče San Gimignano, njene freske pa je UNESCO opisal kot »dela izjemne lepote«.

## Zgodovina
Prva cerkev na tem mestu se je začela v 10. stoletju. V začetku 12. stoletja je pomen San Gimignana in njegove glavne cerkve nenehno naraščal zaradi lege mesta ob romarski poti v Rim, Via Francigena. Sedanja cerkev na tem mestu je bila posvečena 21. novembra 1148 in posvečena sv. Geminijanu (San Gimignano) v navzočnosti papeža Evgena III. in 14 prelatov. Dogodek se spominja na plošči na fasadi. Moč in oblast mesta San Gimignano sta še naprej rasla, dokler ni uspel pridobiti avtonomije od Volterre. Cerkev je imela zemljišče in uživala številne privilegije, ki so jih potrjevale papeške bule in odloki. Povišan je bil v kolegijski status 20. septembra 1471.
V 13., 14. in 15. stoletju so cerkev obogatili z dodatki fresk in skulptur. Zahodni konec stavbe (liturgični vzhod) je med letoma 1466 in 1468 spremenil in razširil Giuliano da Maiano, pri čemer je delo vključevalo zakristijo, kapelo Spočetja in kapelo sv. Fine.  Cerkev je bila poškodovana med drugo svetovno vojno, med naknadno obnovo leta 1951 pa je bil odkrit triapsidalni vzhodni del starejše cerkve, ki leži pod ladjo sedanje cerkve.
V cerkvi so relikvije sv. Geminijana, blaženega škofa iz Modene in zavetnika mesta, katerega praznik praznujemo 31. januarja. 8. maja 1300 je Dante Alighieri prišel v San Gimignano kot veleposlanik lige gvelfov v Toskani. Girolamo Savonarola je pridigal s prižnice te cerkve leta 1497.

## Arhitektura
Kolegijska cerkev stoji na zahodni strani trga Piazza del Duomo, tako imenovan, čeprav cerkev nikoli ni bila sedež škofa. Cerkev ima fasado, obrnjeno proti vzhodu, in kor na zahodu, kot pri baziliki sv. Petra. Arhitektura je romanska iz 12. in 13. stoletja, z izjemo dveh kapelic v renesančnem slogu. K fasadi, ki ima malo okrasja, se s trga približa široko stopnišče in ima vrata v vsako od  stranskih ladij, ne pa tudi osrednjega portala. Vhodne odprtine so nadgrajene s kamnitimi prekladami z vdolbinami nad njimi, z nenavadno vgrajenimi kamni gabra.  Na koncu ladje je osrednji okulus in manjše okno, ki osvetljuje vsako ladjo. Fasada, ki je kamnita, je bila leta 1340, ko so zgradili rebrasti obok, dvignjena višje iz opeke, vgrajena sta bila dva manjša okna. Matteo di Brunisend je na splošno zaslužen kot glavni arhitekt srednjeveškega obdobja, pri čemer je bil datum njegovega delovanja 1239, v resnici pa je bil njegov prispevek le malo več kot zasnova osrednjega okna. Pod tem oknom je reža, ki označuje mesto okna, ki je osvetljevalo zgodnejšo cerkev in je morda najvidnejši znak preusmeritve cerkve pri obnovi 12. stoletja, čeprav se znanstveniki s tem ne strinjajo v celoti.
Na severni strani cerkve stoji v kotu transepta in svetišča močno navaden kampanile kvadratnega tlorisa z enojno obokano odprtino na obeh straneh. Kampanile je lahko zgodnejše cerkve, saj kaže, da označuje obseg prvotne zahodne fasade, ali pa je bil ena izmed številnih mestnih stolpov, ki je bil v službi cerkve. Na južni strani cerkve je Loggia krstilnica, arkadni križni hodnik iz 14. stoletja z močnimi osmerokotnimi stebri in križnorebrastim obokom
Znotraj ima stavba obliko latinskega križa z glavni in stranskima ladjama, razdeljena z arkadami sedmih polkrožnih romanskih lokov, naslonjenih na stebre s poenostavljenimi korintskimi kapiteli. Kor je preprost pravokotnik z enim obokanim oknom na koncu. Stropi so povsod obokani in segajo v sredino 14. stoletja. Čeprav so gotski po datumu in okrasju, so profili reber na romanski način polkrožni. Prostor ima majhna okna, vstavljena, ko je bila ladja obokana, skupaj z lancetnimi okni na severni stranski ladji, nato pa so bila okna blokirana za poslikavo fresknega cikla, zaradi česar je bila notranjost zelo temna.

## Poslikave
Romanske arhitekturne detajle notranjosti cerkve poudarja dekorativna uporaba barv, pri čemer so voussoirs ladijskih arkad izmenično iz črno-belega marmorja, kar ustvarja proge, kot jih vidimo v stolnici v Orvietu. Vsi deli obokov so pobarvani z lapis lazuli, posejanimi z zlatimi zvezdami, rebra obokov pa so poudarjena s pasovi geometrijske dekoracije, pretežno v rdeči, beli in zlati barvi.
Cerkev je najbolj znana po svoji večinoma nedotaknjeni shemi fresk, katere večji del je iz 14. stoletja in predstavlja delo slikarjev sienske šole, na katero so vplivale bizantinske tradicije Duccia in zgodnjerenesančni razvoj Giotta. Freske obsegajo cikel iz Biblije za reveže iz Stare zaveze, cikel iz Nove zaveze in Poslednja sodba, pa tudi Oznanjenje, sv. Boštjana in zgodbe lokalne svetnice sv. Fine ter več manjših del.

### Cikel Stare zaveze
Stena leve stranske ladje je imela šest okrašenih obokov, od katerih so slike prvega v slabem stanju, slike šestega pa so bile poškodovane in delno uničene z vstavitvijo cevi. Preostale slike, razen prebarvane plošče v šestem oboku, so delo Bartola di Fredija in so po napisu dokončane okoli leta 1356. Slike so v treh registrih in kronološko potekajo od leve proti desni v vsakem registru.

#### Zgornji register
Zgornji register zaseda lunete pod obokom in prikazuje zgodbo o stvarstvu.
1. Ustvarjanje nebesnega svoda
2. Stvarjenje človeka
3. Adam poimenuje živali
4. Kreacija Eve
5. Bog ukaže Adamu in Evi, naj se ne dotikata prepovedanega sadja
6. Izvirni greh (izgubljen)

#### Srednji register
V drugem registru je deset preostalih prizorov, dva na skrajni desni pa sta bila izgubljena z vstavitvijo orgel.
1. Izgon Adama in Eve iz rajskega vrta (zelo nepopoln)
2. Kain ubije Abla (zelo nepopoln)
3. Noe in njegova družina gradijo barko
4. Živali, ki vstopajo v barko
5. Noe in njegova družina se zahvaljujejo po velikem potopu
6. Noetova pijanost
7. Odhod Abrahama in Lota iz Kaldejske dežele
8. Abraham in Lot gresta ločeno.
9. Jožefove sanje
10. Jožefa bratje spravijo v vodnjak
11. Zgodba o Jožefu v Egiptu (izgubljeno)
12. Zgodba o Jožefu v Egiptu (izgubljeno)

#### Spodnji register
V spodnjem registru je deset prizorov.
1. Jožefa so njegovi bratje aretirani (zelo nepopolno)
2. Jožef svojo družino seznani s svojo identiteto (nepopolna)
3. Mojzes spremeni palico v kačo
4. Faraonova vojska se utopi v Rdečem morju. (ta prizor zaseda dva dela)
5. Mojzes na gori Sinaj
6. Bog je poslal hudiča k Jobu
7. Jobove može in črede pobijejo
8. Jobova hiša pade in ubije njegove sinove.
9. Job moli k Bogu
10. Delo, ki ga pesti tvor, obiščejo prijatelji. (nepopolno)
11. (Izgubljeni prizor)

### Cikel Nove zaveze
Šest okrašenih obokov desne stranske ladje s prizori Nove zaveze predstavlja problem avtorstva. Giorgio Vasari trdi, da so delo 'Barna iz Siene' in pripoveduje, da je Barna padel v smrt iz odra.Zdi se, da ime 'Barna' v povezavi s slikami v kolegijski cerkvi San Gimignano izvira iz komentarjev Lorenza Ghibertija. Leta 1927 je arhivar Peleo Bacci predlagal, da Barna nikoli ni obstajal in da so slike delo Lippa Memmija. Ta hipoteza petdeset let ni dobila nobene podpore in le malo komentarjev.  Leta 1976 se je razprava o Baccijevi atribuciji obudila, pri čemer je Moran predlagal, da je prišlo do napačne transkripcije besede "Bartolo" kot "Barna", pri čemer se ime "Bartolo" nanaša na Bartola di Fredija, slikarja starozaveznega cikla.
Pripisovanje cikla Nove zaveze Lippu Memmiju, ki mu je morda pomagal njegov brat Federico Memmi in oče Memmo di Filippucci, je zdaj splošno dogovorjeno. Na Lippa Memmija je vplival njegov bolj znani svak Simone Martini. Lippo Memmi je v mestni hiši San Gimignano naslikal tudi veliko Maesta, posnemajoč tisto, ki jo je v mestni hiši v Sieni naslikal Simone Martini. Zdi se, da je ciklus Nove zaveze v desni stranski ladji  predhodnik cikla Stare zaveze in je na splošno sprejet od c.1335-1345.
Prizori v ciklusu Nove zaveze so organizirani v štiri ločene pripovedi in ne sledijo jasnemu vzorcu od leve proti desni kot v levi stranski ladji. Tako kot v levi so tudi tukaj razdeljeni na tri registre, zgornji del so lunete med oboki.

#### Zgornji register
Zgornji register prikazuje Kristusovo rojstvo. Serija se bere od desne proti levi, v šestih obokih.
1. Oznanjenje
2. Rojstvo in čaščenje pastirjev
3. Poklon treh kraljev
4. Predstavitev v templju
5. Poboj nedolžnih
6. Beg v Egipt

#### Srednji register
V srednjem registru so prikazani prizori Kristusovega življenja, ki se začnejo v 4. oboku, pod sliko Prestavitev v templju in berejo kot osem prizorov od leve proti desni. Prizori so bili spretno postavljeni tako, da se lahko pripovedni elementi primerjajo ali kontrastirajo. V četrtem oboku je prikazana Predstavitev v templju, Jezus je kot  dvanajstletnik sedel med učitelji jeruzalemskega templja, Jezus pa je bil pred križanjem ustoličen, okronan s trnjem in zasmehovan.
1. Jezus med zdravniki jeruzalemskega templja
2. Jezusov krst
3. Petrovo zanikanje
4. Poroka v Kani Galilejski (poškodovana v 2. svetovni vojni)
5. Preobrazba
6. Lazarjevo vstajenje
7. Jezus vstopi v Jeruzalem
8. Ljudje pozdravljajo Jezusa v Jeruzalemu (zadnji dve sceni sta en sam dogodek, razdeljen v dva okvira)

#### Spodnji register
Spodnji register, ki prikazuje Kristusov pasijon, se nadaljuje pod Vhodom v Jeruzalem in ga v štirih obokih beremo od desne proti levi v osmih prizorih.
1. Zadnja večerja
2. Juda se strinja, da bo Jezusa izdal za trideset srebrnikov
3. Jezus moli v Getsemanskem vrtu
4. Judov poljub
5. Jezus pri pretoriju
6. Bičanje Jezusa
7. Jezus je bil okronan s trnjem in zasmehovan
8. Jezus, ki nosi križ na Kalvarijo

#### Peti in šesti obok
Peti obok, pod luneto Pokola nedolžnih, ima en sam velik prizor Križanja.
Šesti obok pod luneto Beg v Egipt je vseboval štiri prizore (uničene v 15. stoletju) dogodkov po križanju, ki naj bi bili:
1. Polaganje v grob
2. Spust v predpekel
3. Vstajenje
4. Binkošti

### Poslednja sodba
Ta prizor je poslikan s freskami na notranji steni fasade in sosednjih stenah ladje. Delo je leta 1393 zaključil Taddeo di Bartolo, eden najpomembnejših sienskih slikarjev 14. stoletja. Osrednji del prikazuje lik Kristusa kot sodnika v spremstvu Device Marije in sv. Janeza z apostoli. Na desni steni je podoba raja v uničenem stanju. Na levi strani je predstavljen Pekel, skupaj z različnimi upodobitvami grozljivih muk, ki jih trpijo storilci, in Sedmih smrtnih grehov.

### Kapela sv. Fine
Ta kapela ob desnem hodniku, ki je bila opisana kot »eden od draguljev renesančne arhitekture, slikarstva in kiparstva«, je posvečena mlademu dekletu Serafini, znani kot Fina, ki jo v lokalnem okolju štejejo za svetnico. Fina, otrok, ki je slovel po svoji pobožnosti, je že v zgodnjih letih osirotela in nato zbolela za boleznijo, zaradi katere je postala invalidna. Vsak dan je ležala na leseni paleti, dojili sta jo dve ženski. Po njeni legendi je imela Fina osem dni pred smrtjo pri petnajstih letih vizijo papeža Gregorja, ki ji je rekel, da je smrt blizu. Na dan njene smrti, 12. marca 1253, so zvonovi San Gimignana spontano zazvonili in okoli njene palete so zrasli veliki bledo lila cvetovi. Ko je njena medicinska sestra položila telo, se je njena roka premaknila, se dotaknila medicinske sestre in jo ozdravila zaradi paralize, ki jo je utrpela zaradi več ur podpiranja Finine glave. Na dan njenega pogreba se je slepemu fantu povrnil vid z dotikom njenih nog. Rečeno je, da v San Gimignanu vsako leto cvetijo rožnate rože na obletnico njene smrti.
Kapelo, posvečeno sveti Fini, je ob desni stranski ladji zgradil Giuliano da Maiano, ima arhitekturne detajle in fino izrezljano oltarno ploščo Benedetta da Maiana. Domenico Ghirlandaio je okrog leta 1475 s freskami poslikal stranske stene kapele, na katerih je na stenah prikazal obisk papeža Gregorja pri sv. Fini in njen pogreb z različnimi čudeži, vključno z dvema ozdravljenjima in angelom, ki zvoni v ozadju. obok in spandrel je okrasil Sebastiano Mainardi s figurami evangelistov, prerokov in cerkvenih učiteljev.

### KapelaSpočetja
Kapela je bila zgrajena leta 1477 in spremenjena v 17. stoletju. Na stranskih lunetah so freske Niccola di Lapija, ki predstavljajo mašo ob rojstvu Device Marije in sv. Filipa Nerija. Obok prikazuje kronanje Device Marije, ki ga je naslikal Pietro Dandini. Oltarna slika je Devica brezmadežnega spočetja Ludovica Cardija, konec 16. stoletja.

### Druga umetniška dela

#### Sv. Boštjan
Na zadnji steni ladje pod Poslednjo sodbo je freska Mučeništvo sv. Boštjana, ki jo je leta 1465 poslikal Benozzo Gozzoli. Delo so naročili prebivalci San Gimignana kot zaobljubo, ki so jo izrekli v čast svetnika, za katerega se je domnevalo, da je leta 1464 prinesel olajšanje po izbruhu kuge. Slika prikazuje lik Kristusa in Device Marije v slavi, spodaj pa sv. Boštjan in ga kronajo angeli.
Benozzo Gozzoli se je med delom na vratih krstilnice izobraževal pri Lorenzu Ghibertiju. V San Gimignanu je izpolnil še dve pomembni naročili. Obe sta bila v cerkvi Sant 'Agostino, fresko-cikel Življenje svetega Avguština iz Hipona, ki je bil izveden v letih 1464-65, in še en Sveti Boštjan prebivalce skriva pod svojim plaščem.

#### Oznanjenje
V loži krstilnice južno od cerkve je več majhnih fresk svetnikov in glavno delo Oznanjenje, ki je bilo prej pripisano Ghirlandaiu, zdaj pa naj bi bilo delo Sebastiana Mainardija in datirano v leto 1482. Pred Marijinim oznanjenjem stoji krstilnik, ki so ga odstranili iz cerkve in postavili v tem položaju leta 1632. Šestkoten je, s klesanim reliefom ob strani, spredaj je Kristusov krst z dvema sosednjima ploščama ki vsebujejo klečeče angele. Je delo sienskega kiparja Giovannija di Cecca in ga je leta 1379 naročil Ceh volnenih delavcev. 

#### Dela Jacopo della Quercia in drugih
- Angel oznanjenja in Devica Marija, dve figuri, ki ju je izrezljal Jacopo della Quercia v lesu, stojita proti koncu ladje. Nastali sta okoli leta 1421, pozneje pa jih je Martino di Martolomeo pobarval.
- Papež Gregor napoveduje smrt svete Fine, freska iz zgodnjega 14. stoletja v luneti desne arkadne ladje, za katero menijo, da je delo Nicola di Segne di Bonaventura.
- Glavni oltar cerkve ima velik marmornat  ciborij in dva klečeča angela s svečniki, delo Benedetta Maiana, ustvarjeno istočasno z oltarno sliko in tabernakljem v kapeli sv. Fine, 1475. [20]
- Razpelo svetišča je izdelal firenški kipar Giovanni Antonio Noferi, 1754. Noferi je oblikoval tudi marmornati tlak v koru.